# Krystyna Lubomirska
Krystyna Lubomirska (1647-1669) est une princesse polonaise de la famille Lubomirski.

## Biographie
Krystyna Lubomirska est la fille de Jerzy Sebastian Lubomirski (1616-1667) et de Konstancja Ligęza (morte en 1648).

## Mariage et descendance
En 1661, elle épouse Feliks Kazimierz Potocki. Ils ont pour enfants:
- Józef Felicjan Potocki (en) (?-1723)
- Michał Potocki (pl) (1660-1749)
- Jerzy Potocki (pl) (?-1747)
- Stanisław Władysław Potocki (pl) (?-1732)

## Sources
- (en) Cet article est partiellement ou en totalité issu de l’article de Wikipédia en anglais intitulé « Krystyna Lubomirska (d. 1669) » (voir la liste des auteurs).